# 新宁站
新寧站（：／ Sinnyeong yeok */?）是中央線沿線的一座鐵路車站，位於韓國庆尚北道永川市新寧面。本站有無窮花號列車停靠。

## 历史
- 1938年11月1日 - 落成使用。

## 相鄰車站
韓國鐵道公社
中央線
甲峴信號場－新寧－花山